# 김영섭 (1948년)
김영섭(金永燮, 1948년, 경남 김해)은 대한민국의 경제관료이다.
행정고시 7회로 공직에 입문한 뒤, 재무부 이재국장, 재정경제원 금융정책실장, 관세청장, 청와대 대통령경제수석비서관, 한국은행 금융통화위원회 위원 등을 역임하였다. 공직 퇴임 후에는 법무법인 태평양 고문으로 있다.

## 경력
- 2000 ~ 2019 : 법무법인 태평양 고문
- 2011 ~ 2015 : 한독상공회의소 이사
- 2003 ~ 2006 : 서강대학교 경영대학원 겸임 교수
- 1998 ~ 2000 : 한국은행 금융통화위원회 위원
- 1997 ~ 1998 : 비상경제대책위원회 위원 (IMF 외환위기)
- 1997 ~ 1998 : 청와대 대통령 경제수석비서관
- 1996 ~ 1997 : 관세청 청장
- 1994 ~ 1996 : 재정경제원 금융정책실 실장
- 1994 ~ 1994 : 국회 재무위원회 수석전문위원
- 1993 ~ 1994 : 재무부 이재국장
- 1991 ~ 1993 : 재무부 세제심의관
- 1969 : 제7회 행정고시 합격

## 학력
- 1966년 : 부산고등학교 졸업
- 1970년 : 서울대학교 경제학 학사
- 1973년 : 미국 시러큐스대학교 대학원 경제학 석사

## 신문 기고
김영섭 前경제수석 외환위기 비망록 : IMF 10주년을 맞아, 2007년 11월에 매일경제신문에 기고한 기사들이다.
- IMF 10년 / 김영섭 당시 경제수석의 비망록 1: 외환 바닥 확인…IMF 외길…대통령 보고…숨가빴던 3일
- IMF 10년 / 김영섭 당시 경제수석의 비망록 2: 충격받은 김영삼 "이렇게 답답하기는 처음"
- IMF 10년 / 김영섭 당시 경제수석의 비망록 3: 大選투표일 아침 "美·日자금줄 모두 끊겼다"
- IMF 10년 / 김영섭 당시 경제수석의 비망록 4: 실업난·고금리…국민 희생 너무 컸다

## 링크
| 전임 강만수 | 제15대 관세청장 1996년 12월 24일 ~ 1997년 11월 19일 | 후임 엄낙용 |

| 전임 김인호 | 제6대 대통령비서실 경제수석 1997년 11월 20일~1998년 2월 24일 | 후임 김태동 |